# HD 26015
HD 26015，又名BD+14 657，SAO 93775、HR 1279，是一颗恒星，视星等为6.01，位于銀經177.38，銀緯-26.33，其B1900.0坐标为赤經4h 2m 2.3s，赤緯+14° -26.33′ 43″。